# Afrykański Narodowy Związek Zimbabwe – Front Patriotyczny
Afrykański Narodowy Związek Zimbabwe – Front Patriotyczny (ang. Zimbabwe African National Union – Patriotic Front, ZANU-PF) – zimbabweńska lewicowa partia polityczna, rządząca w kraju nieprzerwanie od 1987 roku.

## Historia
Partia założona została z połączenia rządzącego ugrupowania Afrykański Narodowy Związek Zimbabwe i opozycyjnej partii Afrykański Ludowy Związek Zimbabwe do którego doszło w grudniu 1987 roku. Partia przyjęła orientację marksistowską, głosiła konieczność wprowadzenia systemu monopartyjnego i afrykanizacji. W 1991 roku przeprowadziła transformację ideologiczną, zrezygnowała z części lewicowych haseł i zaakceptowała system wielopartyjny.
Obecnie najważniejszą partią opozycyjną wobec ZANU-PF jest Ruch na rzecz Demokratycznej Zmiany. W wyborach parlamentarnych w 2005 roku partia zdobyła 59,6% głosów w wyborach powszechnych i 78 ze 120 miejsc w izbie niższej i 43 z 50 miejsc w senacie. W wyborach parlamentarnych w 2008 roku, ZANU-PF po raz pierwszy w historii utraciła większość w parlamencie. Z kolei w wyborach pięć lat później, partia uzyskała aż 159 na 210 wybieranych miejsc w Izbie Zgromadzenia.
Pod względem ideowym odwołuje się obecnie do panafrykanizmu, wyraża sprzeciw wobec imperializmu i kolonializmu.
W latach 1975–2017 (do 1987 roku jako przewodniczący ZANU) na czele ugrupowania stał wieloletni prezydent Robert Mugabe, od 19 listopada 2017 Emmerson Mnangagwa pełni funkcję przewodniczącego.